# Inre Österrike
Inre Österrike (ty Innerösterreich) är de f d österrikiska länderna Steiermark, Kärnten, Krain, Trieste, Görz och Gradiska. Som politisk enhet existerade Inre Österrike inom ramen för de habsburgska arvdelningarna 1379/1411-1457 och 1564-1619. Residensstad för Inre Österrike var Graz.
Den första arvdelningen skedde 1379 i fördraget i Neuberg, när arvet efter hertigen Albrekt II delades mellan hans söner Albrekt III och Leopold III. 1411 flyttade hertig Ernst sitt residens till Graz. Hans son, kejsar Fredrik III återförenade de habsburgska besittningarna 1457 genom arv.
Den andra arvdelningen skedde 1564 mellan sönerna till kejsar Ferdinand I. Hans yngsta son Karl fick därvidlag Inre Österrike. Karl byggde upp ett självständigt styre som förenade de tillhörande länderna. Inre Österrike fick ansvaret för gränsskyddet mot det osmanska riket. 
När Ferdinand III av Inre Österrike hade blivit tysk-romersk kejsare 1619, återförenade han alla arvländer i sin hand. Efter det var inre Österrike ett militär- och förvaltningsområde under en ståthållare fram till mitten av 1700-talet. 